# Filacciano
Filacciano – miejscowość i gmina we Włoszech, w regionie Lacjum, w prowincji Rzym.
Według danych na rok 2004 gminę zamieszkiwało 501 osób, 100,2 os./km².

## Miasta partnerskie
- Jassy